# Alfred Wendel

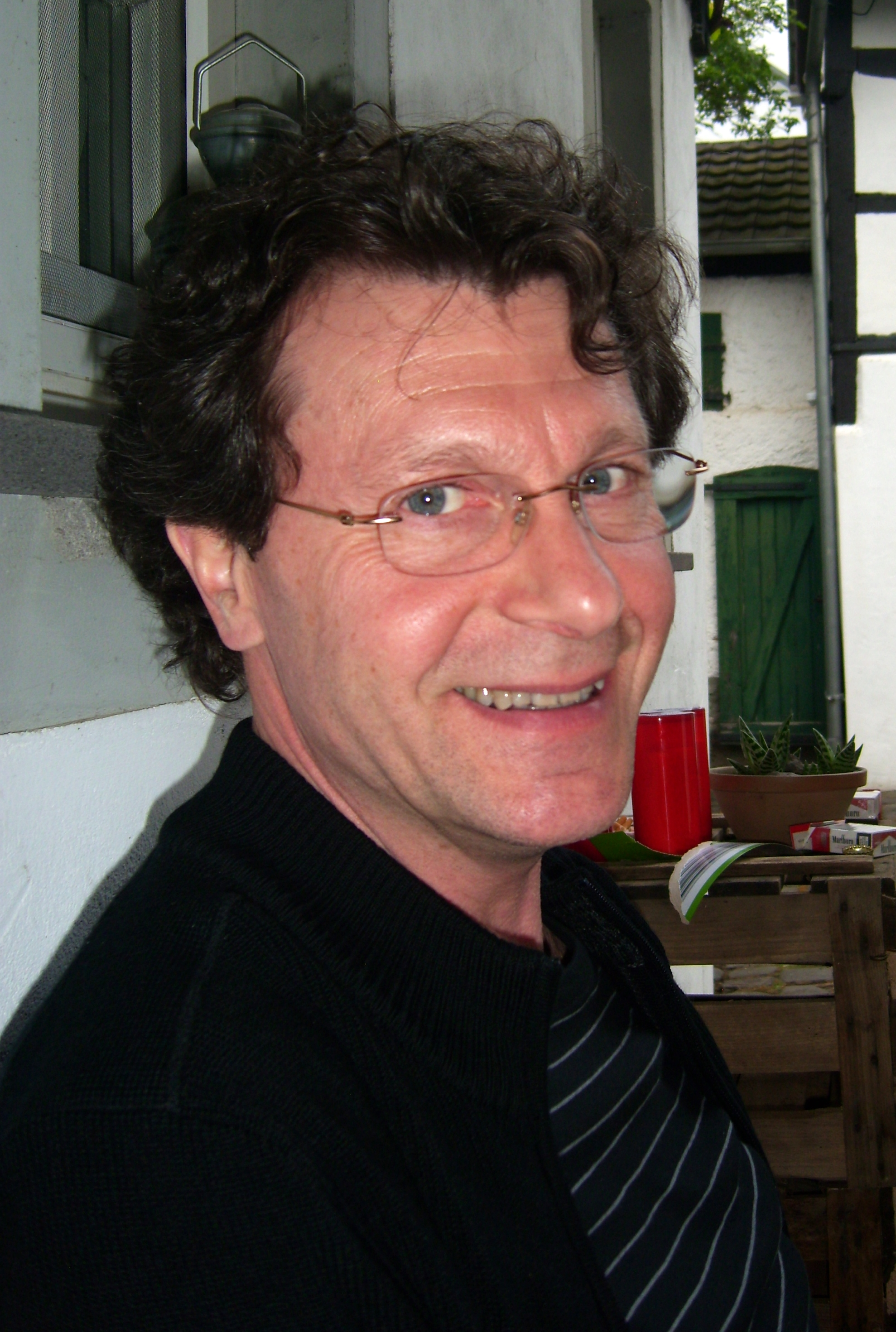
Alfred Wendel (2012)

Alfred Wendel (* 17. April 1958 in Werl) ist ein deutscher Kulturmanager. Von 2006 bis 2021 war er Intendant der Duisburger Philharmoniker.

## Leben
Alfred Wendel studierte in Göttingen Pädagogik, Musikwissenschaft und Kunstgeschichte. Er wurde mit der Dissertation Eine studentische Musiksammlung der Reformationszeit promoviert.
Wendel war Veranstaltungsleiter des Rheingau Musik Festivals in Wiesbaden, Leiter der Administration des Klavierfestival Ruhr, Mitarbeiter im künstlerischen Betriebsbüro der Internationalen Göttinger Händel-Festspiele und beim Initiativkreis Ruhrgebiet in Essen. Diesem gab er mit der Nacht der Industriekultur Extraschicht und der Langen Museumsnacht im Museum Folkwang neue Impulse.
Von 2006 bis 2021 war Alfred Wendel Intendant der Duisburger Philharmoniker. Er modernisierte das Erscheinungsbild des traditionellen Orchesters und gab ihm eine neue inhaltliche Konzeption.

## Schriften
- Laudes Organi von Alfred Wendel
- Eine studentische Musiksammlung der Reformationszeit : die Handschrift Misc. 236 a - d der Schermar-Bibliothek in Ulm / Alfred Wendel  Verleger  Baden-Baden : Koerner  Erscheinungsjahr  1993, ISBN 3-87320-585-8

## Auszeichnungen
- 2013: Silbernen Stimmgabel des Landesmusikrates NRW für besondere Verdienste um das Musikleben in NRW.[2]
- 2023: Musikpreis der Stadt Duisburg (ins Leben gerufen von der Köhler-Osbahr-Stiftung) für herausragende Leistungen im Bereich der Musik und des Musiktheaters.[3]